# ベストパートナー
『ベストパートナー』は、1997年10月12日から12月21日までTBS系列『東芝日曜劇場』で放送された、内村光良主演のテレビドラマ。全11話。

## あらすじ
大手会社の営業マンである鈴木一朗（内村光良）は葉山飛鳥（坂井真紀）と社内結婚へこぎつけた。披露宴に出席した社員の中に飛鳥とは仕事上のベストパートナーだという鈴木一郎（渡部篤郎）がいた。同じ「スズキイチロー」で朗と郎の一字のみが違うだけだが、彼は出世の道を着実に歩んでいる事から、性格も含めて一朗とは様々な違いがあった。一朗は一郎がリーダーであるチームに配属となり、コンビを組むことになる。

## 出演者
鈴木 一朗〈33〉
演 - 内村光良
印刷会社の営業マン。商印事業部第一営業本部第一部所属。
鈴木 一郎〈31〉
演 - 渡部篤郎
鈴木一朗の職場の主任。妻と娘の3人家族。
葉山 飛鳥〈28〉
演 - 坂井真紀
企画担当。鈴木一朗と結婚する。
鈴木 薫〈31〉
演 - 高樹沙耶
鈴木一郎の妻。
鈴木 桃〈7〉
演 - 斉藤雅
鈴木一郎の娘。
小田切 徹〈30〉
演 - 唐渡亮
鈴木薫が通うボクシングジムのコーチ。小田切玲子の息子。
篠原 絵里〈25〉
演 - 水野美紀
飛鳥の同僚。
星野 月子〈23〉
演 - 長谷川理恵
鈴木一朗の同僚。
東 一〈33〉
演 - 薬師寺保栄
ボクシングジムの会長。
野島 明〈45〉
演 - 萩原流行
飛鳥の上司。総合企画開発部第一SP制作部分室課長。
葉山 徳二郎〈54〉
演 - 左とん平
飛鳥の父。夫婦で老舗の煎餅屋を営んでいる。
葉山 翠〈50〉
演 - 木の実ナナ
飛鳥の母。
小田切玲子〈55〉
演 - 野際陽子
商印事業部第一営業本部第一部部長。
添田久
演 - 石塚英彦
鈴木一朗の同僚。
今井修
演 - 斉藤陽一郎
鈴木一朗の同僚。
三沢悟
演 - 内山高之
飛鳥の同僚。
酒田
演 - 田山涼成（第2話）
一郎がアプローチしている会社の宣伝部長。趣味はガーデニング。
山本
演 - 佐戸井けん太（第4話）
下田
演 - 中丸新将（第11話）

## スタッフ
- 脚本 - 中園健司、高橋孝之介
- 演出 - 森田光則、鈴木利正、富田勝典、倉貫健二郎
- プロデューサー - 森田光則
- 音楽 - 中村幸代
- 主題歌 - 矢沢永吉「あの日のように」
- 製作 - 木下プロダクション、TBS

## 放送日程
| 各話                                                       | 放送日   | サブタイトル             | 脚本                 | 演出       | 視聴率 |
| ---------------------------------------------------------- | -------- | ------------------------ | -------------------- | ---------- | ------ |
| 第1話                                                      | 10月12日 | 妻の上司は俺のライバル   | 中園健司             | 森田光則   | 22.2%  |
| 第2話                                                      | 10月19日 | 妻たちの夫に言えない秘密 | 中園健司、高橋孝之介 | 森田光則   | 18.0%  |
| 第3話                                                      | 10月26日 | 大ピンチ!?早すぎた妊娠   | 中園健司             | 富田勝典   | 17.1%  |
| 第4話                                                      | 11月02日 | 妻に言えない夫たちの秘密 | 高橋孝之介           | 鈴木利正   | 16.8%  |
| 第5話                                                      | 11月09日 | 私のカラダが変!?         | 中園健司             | 倉貫健二郎 | 18.1%  |
| 第6話                                                      | 11月16日 | 30歳はオジサン年齢?      | 中園健司             | 森田光則   | 15.8%  |
| 第7話                                                      | 11月23日 | 主任の妻フリン!?         | 高橋孝之介           | 富田勝典   | 15.7%  |
| 第8話                                                      | 11月30日 | イチローがオフィスラブ!? | 中園健司             | 倉貫健二郎 | 17.9%  |
| 第9話                                                      | 12月07日 | 問題の有給休暇と離婚危機 | 高橋孝之介           | 富田勝典   | 19.1%  |
| 第10話                                                     | 12月14日 | イチロー遂にキレる!!     | 中園健司             | 森田光則   | 16.3%  |
| 最終話                                                     | 12月21日 | イチロー覚悟の家出       | 中園健司             | 森田光則   | 19.6%  |
| 平均視聴率 17.9%（視聴率は関東地区・ビデオリサーチ社調べ） |          |                          |                      |            |        |

## ノベライズ
『ベストパートナー』中園 健司, 高橋 孝之介, 浅野 美和子（著）近代映画社 1997/12発行